# Heiliggeiststraße 6 (München)

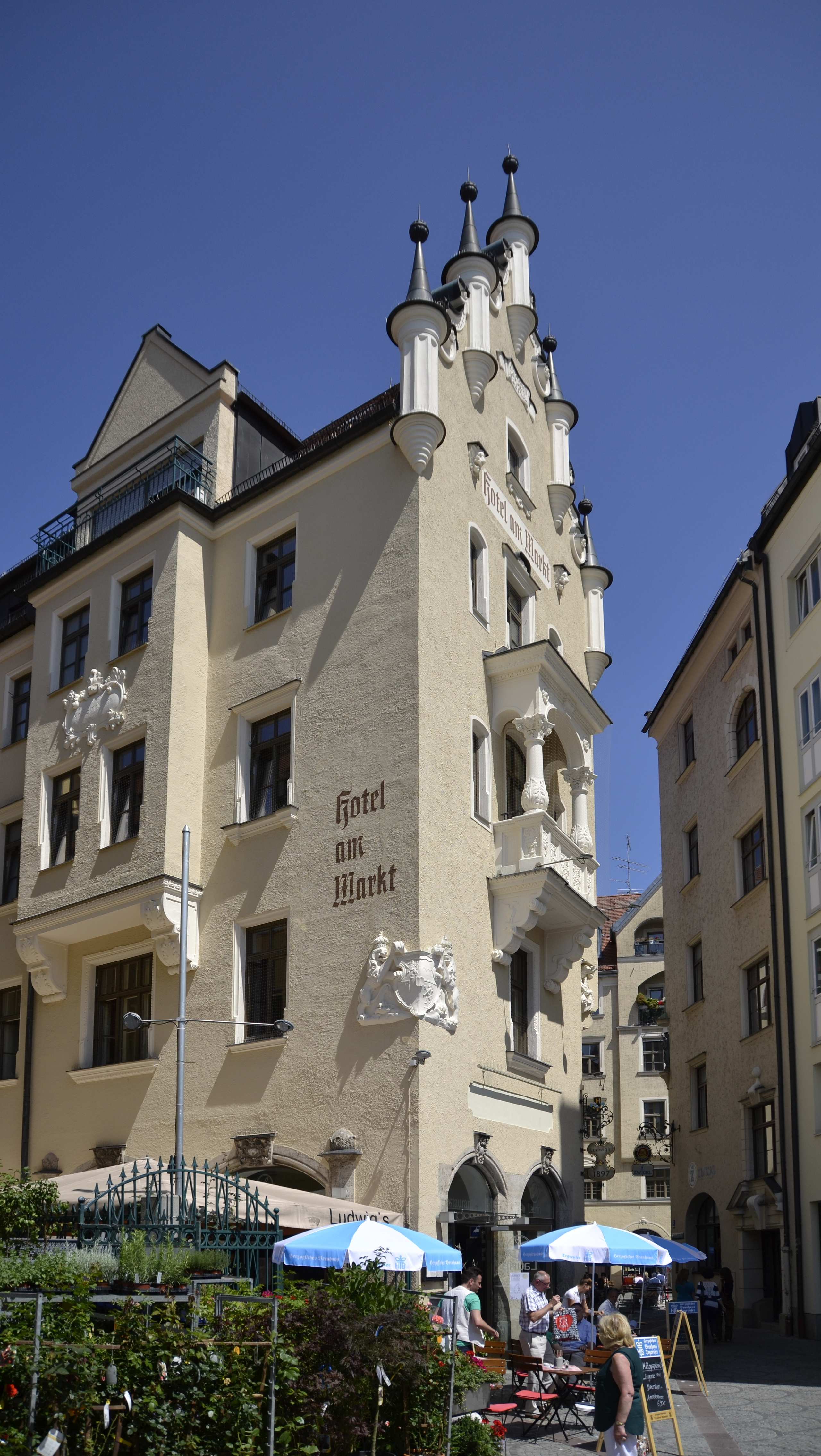
Haus Heiliggeiststraße 6 in München

Portal

Das Haus in der Heiliggeiststraße 6 im Stadtbezirk Altstadt-Lehel der bayerischen Landeshauptstadt München wurde 1897 erbaut. Das als Mietshaus errichtete Gebäude ist ein geschütztes Baudenkmal.

## Beschreibung
Der Eckbau im Stil der deutschen Renaissance wurde von Ludwig Marckert errichtet, die Bauleitung hatte das Büro Heilmann & Littmann. Die Schmuckfassade zum Viktualienmarkt besitzt einen von fünf Türmchen bekrönten Volutengiebel. Diese Giebelseite wird noch von einer Balkonloggia mit Säulen bereichert. Zweigeschossige Erker an den Seitenfronten schmücken den steil aufragenden Baukörper. Das prächtige Portal, gerahmt von einer Ädikula, besitzt ein Türblatt mit spiralig vergitterten Öffnungen. 
Das nach Kriegsschäden 1950/51 wiederaufgebaute Haus wird seit 1978 als Hotel genutzt.